# Scipion Mourgue
Pour les articles homonymes, voir Mourgue.
Scipion Mourgue, de son nom complet Jean Scipion Anne Mourgue, né le 22 février 1772 à Montpellier et mort le 31 juillet 1860 à Paris, est un diplomate et haut fonctionnaire français, notamment à l'époque de la Révolution et de l'Empire.
Il est le fils de Jacques Antoine Mourgue, proche du général Dumouriez et brièvement ministre de l'Intérieur de Louis XVI en juin 1792, deux raisons pour être « suspect » à l'époque de la Terreur.
Nommé secrétaire d'ambassade à Londres en juin 1792, Scipion Mourgue y reste pendant les premiers mois de la République jusqu'à la déclaration de guerre au Royaume-Uni (1er février 1793). Après son retour en France, il échappe à la Terreur en se réfugiant en province avec son père. Après la chute de Robespierre, il revient au ministère des Affaires étrangères, puis s'engage dans l'armée d'Italie (1796-1799) dans les services d'Intendance. 
Il occupe ensuite des postes divers sous les régimes qui se succèdent, depuis le Consulat jusqu'à la Deuxième République, prenant sa retraite en 1851.

## Biographie

### Origines familiales et formation
Scipion Mourgue est le fils de Jacques Antoine Mourgue (1734-1818). 
En 1789, celui-ci est directeur des travaux du port de Cherbourg, dont le gouverneur est le colonel Dumouriez, qui introduit Mourgue dans le monde politique parisien au début de la Révolution. Tandis que Dumouriez est promu général au moment où la France entre en guerre contre l'Autriche (20 avril 1792), Jacques Antoine Mourgue devient ministre de l'Intérieur de Louis XVI le 13 juin, mais donne sa démission dès le 18.

### À l'ambassade de Londres (18 juin 1792-1erfévrier 1793)
En quittant le ministère de l'Intérieur, Jacques Antoine Mourgue obtient que son fils soit nommé secrétaire à la Légation française de Londres où François Bernard de Chauvelin est ambassadeur. 
Dans cette période de révolution et de guerre, les rapports entre les deux nations tendus et les négociations avec le gouvernement britannique sont difficiles : Chauvelin est rappelé. La France conserve cependant une représentation à Londres, sous les ordres d’Hugues-Bernard Maret. Celui-ci nomme Mourgue premier secrétaire de légation, chargé de poursuivre les négociations avec les services du premier ministre  William Pitt, au sujet de la libération des échanges entre les deux pays. 
Mais le 1er février 1793, dix jours après l'exécution de Louis XVI (21 janvier), la République française, officiellement établie le 21 septembre 1792 par la Convention, déclare la guerre au Royaume-Uni, au moment où se forme la première coalition.
Mourgue est invité par le gouvernement britannique à quitter le pays dans les sept jours.

### En France face à la Terreur (1793-juillet 1794)
De retour à Paris, il est nommé commis principal au ministère des Affaires Étrangères (poste qu’il occupe du 1er juin au 3 octobre 1793).
Le 2 juin, les girondins qui dominaient la Convention sont vaincus par l'insurrection des sans-culottes parisiens et le pouvoir passe aux montagnards.
Le décret du 17 septembre 1793 relatif aux « gens suspects », notamment les proches des girondins, l'amène à quitter Paris. Il se réfugie avec son père au Vigan (Gard) et échappe ainsi à la conscription et à la Terreur. 

### Après la chute de Robespierre (27 juillet 1794)
Jean Scipion Mourgue devient agent des Poudres et Salpêtres le 5 août 1794 et occupe ce poste jusqu'au 20 avril 1795). Il est chargé d’exploiter les forêts gardoises pour récolter la potasse contenue dans les cendres de bois.
Apprenant que ses deux jeunes frères et sa sœur, qui poursuivent leurs études en Angleterre, sont considérés comme « émigrés », il présente leur défense devant le Comité révolutionnaire local et prouve qu’ils sont partis à l’étranger avec un passeport régulier. Il va ensuite les chercher à Genève, où ils attendaient de pouvoir rentrer en France, et les ramène au Vigan.
De retour à Paris, il est réintégré dans l’administration comme commis au ministère des Affaires extérieures, poste qu’il occupe du 29 avril au 22 décembre 1795.

### Dans l'armée d'Italie (1796-1799)
Il s’engage ensuite comme dragon dans l’armée d’Italie, commandée par le général Bonaparte. Il y rencontre un ami de sa famille qui l’emploie comme inspecteur des subsistances (5 février 1797-11 novembre 1797), puis comme adjoint au commissaire des guerres (1er décembre 1797-12 avril 1798). C’est à ce titre qu’il participe à l’occupation de Venise. 
La république de Venise s'est déclarée neutre dès l’entrée des Français en Italie, mais cette neutralité n’est qu’apparente puisque les Vénitiens coulent un vaisseau français et en massacrent l’équipage[réf. nécessaire]. L'armée française occupe son territoire, puis le 17 octobre 1797, le traité de Campo-Formio cède Venise à l’Autriche.
Mourgue doit alors quitter Venise. Il rejoint alors l’armée d’occupation en Italie, désormais sous le commandement du général Macdonald. La division française d’occupation est constamment harcelée par des soulèvements et abandonne finalement le sud de l’Italie pour rejoindre le gros de l’armée dans le Nord.
Mourgue reste en arrière après le départ des troupes françaises comme inspecteur principal des finances, et bientôt ministre des Finances de la République romaine. La petite garnison française est obligée de capituler sous la pression des insurgés et d’une escadre britannique. C’est Mourgue qui est chargé des négociations. Fait prisonnier, il est ensuite rapatrié par les Britanniques (1799).

### Périodes du Consulat et de l'Empire (1799-1814)
En 1800, le général Louis Alexandre Berthier, ministre de la Guerre, est chargé d’organiser “l’armée de réserve de Dijon”. Il choisit Jean Scipion Anne Mourgue comme inspecteur général des vivres et viandes. Peu à peu, cette armée de réserve passe par petits groupes en Suisse, où elle se reforme sous les ordres de Bonaparte, qui lui fait envahir l’Italie par le Saint-Bernard (15 mai 1800). Jean Scipion Anne Mourgue participe à toute la campagne d’Italie y compris aux combats de Marengo. Après être resté cinq ans en tout en Italie, il y tombe malade et rentre en France.
De retour en France, le ministre de l’Intérieur, Jean Antoine Chaptal – d’origine montpelliéraine –, le nomme secrétaire général de son ministère (22 novembre 1800 - 21 mars 1802), puis chef de la Ve division du ministère (22 mars 1802 - 22 janvier 1804). Jean Scipion Anne Mourgue déplaît à Napoléon Bonaparte, car il a laissé jouer une pièce de théâtre intitulée “Edouard V en Écosse” qui contient des allusions politiques fâcheuses. Le chef de la Ve division du ministère de l’Intérieur préfère donner lui-même sa démission.
En décembre 1803, il épouse à Paris Elisabeth Fillietaz, fille d’un homme d’affaires internationales genevois, qui possède plusieurs maisons de négoce à Anvers et Lorient, où il est associé à la famille Davillier. Sur son contrat de mariage, il est précisé qu’il possède un domaine à Quaëdypre, canton de Bergues, dans le département du Nord, dont il est membre du Conseil Général à partir de 1803. Jean Scipion Anne Mourgue entre dans la banque de Jean-Charles Davillier, parent de sa femme, mais y reste peu de temps (Jean-Charles Davillier, futur baron d’Empire et Régent de la Banque de France avait épousé la cousine germaine de Gabriel Fillietaz, père d’Elisabeth).
Jean Scipion Anne Mourgue rassemble des capitaux et fonde en 1807 une filature de coton à Rouval-lès-Doullens (Somme), exploitée sous la raison sociale “Mourgue, Vieusseux et compagnie”. La filature occupe 800 à 900 personnes et produit 500 à 600 kilos de fil par jour. Mais les revers militaires de l’Empire provoquent une crise financière et les premières mesures du comte d’Artois en arrivant au pouvoir en 1814 sont de rétablir l’importation en France des fils de coton anglais.
Les affaires de la filature de Rouval ne repartent qu’entre 1816 et 1822 quand le gouvernement établit des primes d’exportation. Pendant les Cent Jours, Jean Scipion Anne Mourgue est nommé député de la Somme à la Chambre des Représentants. Il semble manquer d’enthousiasme, puisqu’un journal satirique lui décerne le titre de “Chevalier de l’Ordre de l’Eteignoir” qu’il réserve aux bonapartistes un peu tièdes.

### Sous la Restauration (1814-1830)
Jusqu’en 1823, la filature de Rouval fonctionne bien, mais, alors qu’il se trouve au chevet de son fils gravement malade, Jean Scipion Anne Mourgue apprend que son usine brûle. Il sollicite des subsides auprès de ses nombreux amis, monte une société par actions (les associés commandités sont les financiers Davillier, Ogier et Hottinguer), et, en moins de trois mois, reconstruit son usine. Pour garnir sa nouvelle usine des derniers perfectionnements techniques – que les Anglais veulent garder secrets –, il n’hésite pas, en 1823, à se rendre lui-même en Angleterre pour faire de l’espionnage économique et industriel. Il se fait passer pour un ouvrier anglais, pénètre dans les usines, achète des indicateurs, prend des croquis qu’il rapporte à Rouval, pour faire réaliser des machines modernes. Il débauche même quelques ouvriers anglais. Son usine devient une filature modèle que l’on vient visiter de la France entière.

### Sous la Monarchie de Juillet (1830-1848) et la Deuxième République (1848-1851)
Vers 1830, une nouvelle crise économique, bientôt suivie d’une crise politique fait basculer la vie de Jean Scipion Anne Mourgue. Resté attaché aux idées libérales et à la maison d’Orléans, il avait créé dans sa région un véritable réseau social d’amitiés hostile aux Bourbons. Dès le début de la Révolution, il mobilise ce réseau orléaniste et réussit à entraver les mouvements de troupes du général Dalton, qui avait reçu l’ordre de marcher pour dégager Paris. Jean Scipion Anne Mourgue est le premier à porter la cocarde tricolore à Doullens et organise une réjouissance populaire quand le duc d’Orléans est nommé Lieutenant général du Royaume.
Parallèlement, la situation financière de la filature de Rouval est catastrophique. Il faut vendre pour rembourser créanciers et actionnaires. L’usine est adjugée au plus offrant : Louis Bocking, dit Sydenham (1832).
Mourgue est à peu près ruiné. Fort heureusement, Jean Scipion Anne Mourgue est admis dans la nouvelle administration de Louis-Philippe. En récompense de son attachement aux causes orléanistes, le roi le nomme préfet de la Loire (du 23 septembre 1830 au 14 mai 1831) où il doit y réprimer une “sédition ouvrière”. Il occupe ensuite le poste de préfet de la Dordogne (du 14 mai 1831 au 14 juillet 1833), puis de la Haute-Vienne (14 juillet 1833 au 1er juillet 1835). Lors de son entrée officielle à Limoges, il est reçu par un charivari particulièrement violent qui impressionne fortement sa fille Élisabeth, présente avec lui dans la voiture officielle. 
En 1833, il est promu officier de la Légion d’Honneur. Frappé de disgrâce en 1835, il est nommé préfet des Hautes-Alpes (du 1er juillet 1835 au 5 juin 1840). 
En 1840, il est affecté à Paris comme receveur percepteur du IXe arrondissement, poste où il reste jusqu'en 1851.

### Retraite, mort et funérailles
Il meurt aveugle le 31 juillet 1860 dans sa 89e année, à Paris.

### Mariage et descendance
Il se marie[Quand ?] avec Élisabeth Fillietaz (morte en 1840 à Paris), fille du négociant genevois Gabriel Fillietaz. 
Ils ont eu six enfants : 
- Eugène (1804-1860),
- Claire (1805-1863),
- Edmond (1807-1901),
- Amélie (1810-1844),
- Frédéric (1812-1885),
- Elisabeth (dite Elise) (1820-1902).

### Documents
Les archives concernant ScipionMourgue ont été déposées (Fonds Mourgue) en 2008 aux AD34. Vous pouvez en voir le sommaire à l'adresse :http://archives-pierresvives.herault.fr/archives/archives/fonds/FRAD034_000000465/n:34/view:all

### Sources
- « Scipion Mourgue », dans Adolphe Robert et Gaston Cougny, Dictionnaire des parlementaires français, Edgar Bourloton, 1889-1891 [détail de l’édition]